# 진 테니스
퓨어리 진 테니스(Fury Gene Tenace, 1946년 10월 10일 ~ )는 미국의 전 프로 야구 선수이자 코치이다. 그는 1972년과 1974년 사이에 3연속 월드 시리즈 선수권을 우승한 오클랜드 애슬레틱스 왕조의 가장 주목할 만한 일원으로서 1969년부터 1983년을 통하여 메이저 리그 베이스볼에서 포수와 1루수로 활약한 가장 주목할 만한 일원이었다.
테니스는 오하이오주 루커스빌에 있는 밸리 고등학교로부터 캔자스시티 애슬레틱스에 의하여 드래프트되어 오클랜드 애슬레틱스, 샌디에고 파드리스, 세인트루이스 카디널스와 피츠버그 파이리츠를 위하여 활약하였다. 우투우타였던 그는 자신 시대의 최고 포수들 중의 하나였으며 1972년 월드 시리즈 최우수 선수상을 수상하였다. 자신의 선수 세월이 끝난 후에 테니스는 몇몇의 팀들, 가장 주목할 만하게 토론토 블루제이스 코치를 맡았다.

## 선수 경력

### 오클랜드 애슬레틱스 (1969 ~ 76)
피오레 지노 테나치(이탈리아어: Fiore Gino Tennaci)라는 본명으로 펜실베이니아주 러셀턴에서 태어난 테니스는 야구의 첫 입단 드래프트에서 선발되어 당시 캔자스시티 애슬레틱스에 의하여 1965년 메이저 리그 베이스볼 드래프트의 20번째 라운드에서 선택되었다. 테니스는 오클랜드–알라메다 카운티 콜리시엄에서 열린 디트로이트 타이거스를 상대로 1969년 5월 29일 오클랜드 애슬레틱스를 위하여 자신의 메이저 리그 데뷔를 이루어 8 대 4의 패배에서 2개의 스트라이크아웃과 함께 0 승 4 패로 갔다. 그는 타이거스의 얼 윌슨을 상대로 타이거 스타디움에서 6월 6일 자신 경력의 첫 홈런을 쳤다. 그는 .158 타구 평균, 1개의 홈런과 2개의 타점과 함께 1969년 시즌을 끝내 세번째 줄 포수로서 38개 만의 경기들에 나왔다.
그는 1971년 데이브 덩컨의 백업 선수로 지내기 전에 세번째 줄 포수로서 다음 2년 동안 지속적으로 활약하였다. 테니스는 덩컨을 백업한 1972년 시즌에 들어갔으나 포스트 시즌에서 팀의 정규 포소로 만들어지면서 자신의 능력들을 보이는 기회가 주어졌다. 테니스는 이 기회의 완전히 최대한 활용을 하여 1972년 플레이오프들과 월드 시리즈에서 뛰어났다. 타이거스를 상대로 1972년 아메리칸 리그 챔피언십 시리즈에서 그는 5번째 경기에서 애슬레틱스의 2 대 1 승리에서 클린치하는 득점에 몰아내었으며 그것은 시리즈의 그의 단 하나의 안타였다.
애슬레틱스가 신시내티 레즈를 향했을 때 1972년 월드 시리즈의 첫번째 경기에서 그는 자신을 다시 한번 집중 광선에 놓았다. 그는 자신의 첫 2개의 월드 시리즈 타수에서 홈런을 치는 데 첫 선수가 되었으며 애슬레틱스의 3 대 2의 승리에 전체 3개의 득점에 몰아냈다. 테나스의 업적에 앞서 8명 만의 선수들이 자신들의 첫 월드 시리즈 타수에서 홈런을 쳤다. 4번째 경기에서 테니스의 단독 홈런에 오는 그 포인트로 자신들의 단 하나의 득점과 함께 애슬레틱스가 2 대 1로 패하고 있었다. 테니스의 두번째와 대타들로부터 나머지와 함께 4개의 1루타로 이루어진 9번째 이닝 하나의 아웃 회복이 레즈의 구원 투수 클레이 캐롤을 상대로 경기를 우승하였다. 그는 애슬레틱스의 5번째 경기 패배에서 3점 홈런을 쳤다. 1972년 시리즈의 6번째 경기가 열리기 전에 그는 살해 위협의 목표였다. 7번째 경기에서 다시 한번 영웅이었던 그는 애슬레틱스를 위하뎌 3 대 2의 승리에서 2개의 득점에서 몰아내고 있었다. 총수에 그는 월드 시리즈 최우수 선수상을 수상하는 데 4개의 홈런과 9개의 타점과 함께 시리즈에서 8 루 23 타로 갔다.
테니스의 영웅심들은 애슬레틱스의 정렬에서 그에게 전임적인 직업을 얻는 도움을 주었다. 그는 아직도 레이 포스에게 백업 포수를 지냈던 동안 2개의 시즌 동안 팀의 출발 1루수를 지냈다. 그는 1975년 자신의 역할을 뒤집어 1루수를 백업한 동안 포수에서 시작하였다. 애슬레틱스를 위하여 정규 출발 선수로서 테니스는 낮은 타구 평균을 가졌으나 힘의 공명한 액수를 가져 오클랜드에서 4연속 해에 20개의 홈런을 쳐 각해마다 아메리칸 리그에서 톱 10 홈런 타자들 중에 들어왔다. 그는 오클랜드를 위하여 3번아니 한 시즌에 100개 이상의 볼넷을 끌어들였고, 1974년 볼넷에서 아메리칸 리그를 이끌어 그해 경력 최저의 .211 평균을 위하여 이루었다. 통계적으로 그가 경력 최고의 29개의 홈런을 치고 87개의 득점에 몰아내어 106개의 볼넷을 끌어들여 아메리칸 리그 최우수 선수 상의 비밀 투표에서 18위를 하였고 올스타 경기에서 아메리칸 리그를 위히여 출발 1루수로 선발되었을 때 오클랜드와 함께 그의 최고의 해는 1975년이었다.
애슬레틱스의 일원으로서 테니스는 캔자스시티 로열스에 오클랜드의 10 대 5의 승리에서 1972년 9월 30일 뮤니시펄 스타디움의 역사상 최종적 홈런으로 밝혀진 것을 쳤다.

### 샌디에고 파드리스 (1977 ~ 80)
테니스는 1976년 시즌 후에 자유 계약 선수가 되었던 몇몇의 애슬레틱스 선수들 중의 하나였으며 팀들이 베테랑 자유 계약 선수들과 협상하는 데 권리들을 얻은 것에 새롭게 창조된 재입단 드래프트에 참가하였다. 테니스와 동료 선수 롤리 핑거스는 그해 12월 둘다 샌디에고 파드리스에 가입하면서 계약을 맺는 데 그 드래프트로부터 첫 선수들이었다. 파드리스와 함께 출발 선수로서 4년의 세월에 그의 힘의 수들은 잭 머피 스타디움의 동굴 같은 치수의 이유로 부분적으로 떨어졌으며 한번 20개 만의 홈런에 도달하였으나 그의 타구하는 시력이 남아있어 1977년 125개의 경력 최고와 함께 100개 볼넷의 3개의 시즌을 더 기록하였다. 1979년 테니스는 .998의 수비율와 함께 내셔널 리그의 포수들을 지도하여 94개의 경기에서 단 하나의 실책을 일으켰다. 그는 샌디에고에서 자신의 각해마다.390 이상의 출루율을 기록하였고, 3연속 해에 그 부문에서 내셔널 리그 3위를 하였다.
1979년 8월 1일 테니스는 애틀랜타 브레이브스를 상대로 벤치 클리어링의 일부였다. 투수 에디 솔로몬에 홈런을 친 후, 그는 솔로몬이 자신에게 분명히 무엇을 말하고 벤치들이 정리되었을 때 투수판을 채웠다. 아무 펀치들도 던져지지 않았고, 브레이브스가 5 대 4로 우승하였다.

### 세인트루이스 카디널스 (1981 ~ 82)
1980년 시즌 후에 테니스, 핑거스, 밥 셜리와 밥 게런은 테리 케네디와 6명의 마이너 이그 선수들을 위한 거래에서 세인트루이스 카디널스에 입단하였다. 카디널스에서 자신의 2년 세월에 테니스는 주로 왼손잡이 투수들을 상대로 활약하여 대럴 포터와 함께 교대로 맡았다. 카디널스 팀의 일원으로서 그는 1982년 월드 시리즈를 우승하여 자신에게 4개의 월드 시리즈 링을 주었다.

### 피츠버그 파이리츠 (1983)
테니스는 1983년 피츠버그 파이리츠를 위하여 53개의 경기에 나와 유틸리티 플레이어와 대타자로서 자신의 최종 시즌을 활약하였다. 봄 훈련에서 이어진 해에 나오게 된 후에 그는 은퇴하였다.

## 코치 경력
테니스는 선수로서 은퇴한 후 코치가 되었다. 그는 자신의 이후의 세월 동안 가능한 감독 후보로서 권유되었다. 피츠버그 파이리츠는 척 태너를 대체하는 데 자신들의 감독으로서 테니스를 기용하는 가능성에서 강하게 흥미가 있게 되었다. 한해가 끝났을 때 하지만 태너는 아직도 감독이었으므로 테니스는 1986년과 1987년 휴스턴 애스트로스와 함께 메이저 리그 수준에서 코치가 되었으며, 1990년부터 1997년까지 토론토 블루제이스와 함께 코치를 맡았다. 1991년 시토 개스턴 감독이 추간판 탈출증과 함께 출장 못하게 되었을 때 테니스는 팀의 임시 감독을 지내면서 19 승 14 패로 가 블루제이스를 결국적인 아메리칸 리그 동부 디비전 타이틀로 향하는 경쟁력에 유지하였다. 그는 1992년과 1993년 토론토의 월드 시리즈 우승 팀들의 일부였으며 선수와 코치로서 6개의 월드 시리즈 출연들에서 자신에게 6개의 링을 주었다. 블루제이스를 떠난 후, 그는 보스턴 레드삭스 조직에 가입하여 1999년 트리플 A 제휴팀 포터킷 레드삭스와 2001년 더블 A 제휴팀 트렌턴 선더를 위한 타격 코치를 지냈다. 그러고나서 그는 세인트루이스 카디널스 조직을 위하여 타격 강사를 지냈다. 그는 개스턴이 팀의 감독으로서 존 기븐스를 대체했을 때 2008년 6월 20일 블루제이스의 타격 코치로서 재기용되었다. 테니스는 타격 코치 개리 덴보를 대체하였다. 그는 팀으로 도로 데려와진 개스턴의 마지막 월드 시리즈 선수권으로부터 그의 옛 2명의 코치들 중의 하나였다 (3루 코치 닉 레이바는 다른이로 지내왔다). 그는 2009년 시즌에 이어 자신의 은퇴를 공고하였다.

## 타구 접근
테네스는 타구로 더욱 공격적인 접근을 주창한다. 자신의 지도 아래 타자들은 카운트를 일하는 데 적은 시간을, 그리고 타구를 준비하는 더욱 많은 시간을 보냈다. 그는 물리적 측면이라기 보다 투수가 무엇을 할 것에 관한 정신적 준비 같은 타구의 정신적 부분을 강조한다. 테니스 아래 타구의 철학은 "그것을 잡고 찍는" 것과 타구에 접근하는 더욱 오래된 것으로서 묘사될 수 있다.
2008년 시즌 동안 개스턴을 기용하는 것에 대비하여 블루제이스는 35 승 39 패의 기록을 가졌다. 한번 개스턴과 그의 코치들이 86 승 76 패의 기록과 함께 끝내는 데 51 승 37 패로 간 블루제이스를 차지하였다. 개스턴 아래 공격적인 향상들은 부활을 위한 이유들 중의 하나였고, 타구 코치로서 테니스는 정체된 범죄를 소생시키면서 인정을 받았다. 애덤 린드는 "많은 사람들이 당신에게 어떻게 타구하는 것을 가르칠 수 있는 것이나 많은 사람들이 빅 리그들에서 당시에게 어떻게 타구할 것을 가르칠 수 없다."고 소감을 남겨 개스턴과 테니스의 메이저 리그 경험으로 언급하였다. 블루제이스의 전 중견수 버넌 웰스는 테니스가 가르치는 타구로 접근을 자신이 좋아하는 것을 말하였다 - "진이 이야기하는 하나에 관한 것은 당신이 거기에 올라갈 때 정신적으로 접근하는 것이며 당신의 마음에거 당신은 3루에 달려간 당신 자신을 이미 보증하나 당신은 그것보다 더 많은 것을 하기를 원한다. 진은 항상 첫 주자는 물욕인 것을 말하며 당신은 그런 모든 상황에서 거의를 통하여 올 수 있어야 한다. 그리고 그러고나서 당신은 그 하나의 득점만 보다 더욱 많은 손해로 노력한다."

## 경력 통계
15년간 메이저 리그 경력에서 테니스는 1,555개의 경기에서 활약하여 201개의 홈런, 674개의 타점과 .388의 출루율과 더불어 .241의 경력 타구 평균을 위한 4,390개의 타수에서 1,060개의 안타를 축적하였다. 그는 900개 가까이 경기를 잡은 것 뿐이 아니었으나 또한 600회 이상 1루를 활약하기도 하였다. 테니스는 포수로서 .986, 그리고 1루수로서 .993의 수비율과 함께 자신의 경력을 끝냈다. 그는 1975년 29개의 최고와 함께 정규 선수로서 자신의 7개의 시즌 중에 5개에서 20개의 홈런에 도달하였다. 1973년 일상적인 선수가 된 후, 그는 자신의 최종의 해까지 .370 아래의 출루율을 가지지 않았으며 그의 출루율은 5번이나 .400 아래였고, 추가적인 3회이나 .390 이상이었으며 인상적인 .388의 출루율과 함께 자신의 경력을 끝냈다. 그는 6번이나 100개 이상의 볼넷을 끌어들였고, 두번이나 자신의 리그를 이끌었다. 그는 리그를 이끄는 110개의 볼넷과 함께 .211의 타구 평균을 매겼을 때 1974년 볼넷에서 리그를 이끄는 동안 최저 타구 평균을 가진 것으로 아메리칸 리그 기록을 세웠다. 1977년 그는 메이저 리그 역사상 .400의 출루율과 함께 두번째로 최저의 타구 평균 .233을 매긴 동안 .415의 출루율을 가졌다. 기본 안타들을 통하여 온 1루로 사니의 경력 여행들의 절반보다 적게 984개의 볼넷을 통하여 1.075번이나 도돌하여 1,060개 만의 안타들에 반대되면서 91개의 투구에 의한 안타로 지내왔다.
야구 역사가 빌 제임스는 자신의 책 〈빌 제임스의 역사적 야구 추상〉에서 메이저 리그 포수들 중에 테니스를 사상 23위에 놓았다. 야구 역사가이자 미국야구연구협회의 일원 척 로셤은 테니스가 미국 야구 명예의 전당에서 자리가 필요한 것을 믿는다. 6개의 공격적 측정들 - 평균, 출루율, 장타율, 타점, 창조된 득점과 전 리그 시대가 조절한 나누는 우승을 이요한 로셤은 포수들 중에 테니스를 미키 코크런, 마이크 피아자, 빌 디키, 개비 하트넷과 조 토리의 뒤로 6위에 놓았다. 테니스는 조니 벤치와 토리와 함께 출루율에서 3위를 위하여 동점이 매겨졌다. 그는 로이 캄파넬라와 요기 베라 만의 뒤에 있다.

## 주목할 만한 업적들
- 아메리칸 리그 올스타 (1975년)

- 1972년 월드 시리즈 MVP

- 2회의 볼 리더에 리그 기지 (1974년/아메리칸 리그와 1977년/내셔널 리그)

- 1970년 9월 21일 바이다 블루의 노히트 노런을 포구

- 선수로서 4개의 월드 시리즈 우승 (오클랜드 애슬레틱스와 3회 (1972년, 1973년, 1974년), 세인트루이스 카디널스와 1회 (1982년))

- 코치로서 2개의 월드 시리즈 우승 (토론토 블루제이스와 2회 (1992년, 1993년))